# João Suassuna
João Urbano Pessoa de Vasconcelos Suassuna (Catolé do Rocha, 16 de janeiro de 1886 – Rio de Janeiro, 9 de outubro de 1930) foi um advogado e político brasileiro filiado ao Partido Republicano da Paraíba.

## Vida e carreira
Suassuna nasceu em Catolé do Rocha em 16 de janeiro de 1886. Formou-se pela Faculdade de Direito de Recife, tendo atuado como advogado no Rio Grande do Norte e juiz na Paraíba. Foi casado com Rita de Cássia Vilar Suassuna, com quem teve nove filhos, incluindo o escritor Ariano Suassuna.
No começo dos anos 1920, após ter assumido alguns cargos no governo local, Suassuna foi eleito deputado federal. Ainda estava no mandato quando foi eleito presidente da Paraíba, logo antes de João Pessoa. Enquanto Suassuna era defensor da cultura agrícola do Sertão, João Pessoa era um defensor da modernização. Seu filho Ariano escreveu sobre a oposição entre os dois:
Pessoa representava a classe média das cidades e da capital, e estava na vanguarda. Meu pai, no entanto, representava os sertanejos e o status quo. Pode-se dizer que eles foram os dois últimos senhores feudais do sertão...
Quando Pessoa se tornou presidente de seu estado e Suassuna voltou ao cargo de deputado federal, os militares ficaram preocupados com essa situação e declararam parte da Paraíba independente, o que provocou o então presidente do Brasil, Washington Luís, a intervir em nome do governo nacional. Pessoa foi assassinado em 26 de julho de 1930 por um primo da esposa de Suassuna, João Duarte Dantas.
João Suassuna foi assassinado com um tiro pelas costas no Rio de Janeiro em 9 de outubro de 1930 por Miguel Alves de Souza. O crime nunca foi totalmente explicado, mas se acredita que tenha sido encomendado como retaliação ao recente assassinato de João Pessoa, seu adversário político.

## Legado
- Ariano Suassuna inspirou-se na vida de seu pai para escrever o livro O Romance d'A Pedra do Reino e o Príncipe do Sangue do Vai-e-Volta.[10]
- Em 1960 o Aeroporto de Campina Grande foi renomeado para Aeroporto Presidente João Suassuna.[11]